# Arenivaga diaphana
Arenivaga diaphana (лат.) — вид песчаных тараканов-черепашек рода Arenivaga из семейства Corydiidae (или Polyphagidae). Обнаружены в Северной Америке: Мексика (Baja California Norte).

## Описание
Среднего размера тараканы овально-вытянутой формы: длина тела 15—18 мм; наибольшая ширина тела (GW) 6—8 мм; ширина пронотума (PW) около 4—5 мм; длина пронотума (PL) около 3 мм. Соотношение длины тела к его наибольшей ширине у голотипа = TL/GW 2,01. Основная окраска светло- и темно-коричневая. Имеют по 2 коготка на лапках. Ноги средней и задней пары покрыты шипиками.
Обитают в песчаной почве, песчаных дюнах. Питаются, предположительно, как и другие виды своего рода, микоризными грибами, листовым детритом пустынных кустарников и семенами, собранными млекопитающими. В надземных условиях живут только крылатые самцы (отличаются ярко выраженным половым диморфизмом: самки рода Arenivaga бескрылые, внешне напоминают мокриц).
Вид был впервые описан в 2014 году американским энтомологом Хейди Хопкинсом (Heidi Hopkins). Название происходит от греческого слова означающего «прозрачный» из-за полупрозрачной внешности.